# You Can’t Put Your Arms Around a Memory
You Can’t Put Your Arms Around a Memory – drugi singel Johnny’ego Thundersa, promujący album So Alone wydany w 1978 przez firmę Real Records.

## Lista utworów
1. "You Can’t Put Your Arms Around a Memory" (Johnny Thunders) – 3:48
2. "Hurtin'" (Henri Paul/Johnny Thunders) – 3:06

## Skład
- Johnny Thunders – wokal, gitara
- Paul Gray – gitara basowa w "You Can’t Put Your Arms Around a Memory"
- Mike Kellie – perkusja
- Peter Perrett – gitara, dalszy wokal w "You Can’t Put Your Arms Around a Memory"
- Phil Lynott – gitara basowa w "Hurtin'"
- Henri Paul – gitara w "Hurtin'"